# Parell de forces

Relacions entre els vectors radi (r), força (F) i parell de forces(τ), i alternativament, entre radi (r), quantitat de moviment (p) i moment angular (L).

En física, un parell de forces, parell motor, moment d'una força o, simplement, moment, és una magnitud vectorial que ve donada pel producte vectorial entre una distància i una força. A la literatura hom empra sovint les lletres M, T, Γ o {\displaystyle {\boldsymbol {\tau }}}, per anomenar el parell de forces.
Informalment, es pot definir com una força rotatòria que produeix moment angular en comptes de quantitat de moviment lineal.
La unitat SI pel parell de forces és el newton metre (N·m). Tot i que dimensionalment és equivalent al joule, convé no confondre amdues unitats. El joule mesura l'energia, una magnitud escalar; en canvi, el N·m mesura el moment, que a més es tracta d'una magnitud vectorial.

## Història
El concepte es va originar amb els estudis d'Arquímedes sobre l'ús de palanques, que es reflecteix en la seva famosa cita:
| «            | Doneu-me un punt de suport i mouré el món | » |
| — Arquímedes |                                           |   |

.
En anglès, se l'anomena torque. Es diu que el terme torque (del llatí torquēre, 'torcer') va ser suggerit per James Thomson i va aparèixer impresa l'abril de 1884. L'ús és atribuït el mateix any per Silvanus P. Thompson a la primera edició de Dynamo-Electric Machinery. Thompson argument el terme de la forma següent:
| «                      | De la mateixa manera que la definició newtoniana de força és allò que produeix o tendeix a produir moviment (al llarg d'una línia), també el parell es pot definir com allò que produeix o tendeix a produir produir torsió (al voltant d'un eix). És millor utilitzar un terme que tracti aquesta acció com una única entitat definida que utilitzar termes com "parella" i "moment", que suggereixen més idees complexes. La noció única d'un gir aplicat per girar un eix és millor que la noció més complexa d'aplicar una força lineal (o un parell de forces) amb un cert palanquejament. | » |
| — Silvanus P. Thompson | |   |

## Definició
El moment d'una força respecte a un sòlid es determina respecte a un punt O (sovint un centre de rotació o el centre de massa del sòlid). Si el punt O està en la línia d'acció de la força, el moment de força és zero. Altrament el parell o moment és el producte vectorial entre el vector entre el punt O i el punt d'aplicació de la força (o en general, qualsevol punt de la línia d'acció de la força) i el mateix vector força.
{\displaystyle {\boldsymbol {\tau }}=\mathbf {r} \times \mathbf {F} }
on
{\displaystyle \mathbf {r} } és el radi vector entre el punt O i el punt d'aplicació de la força
{\displaystyle \mathbf {F} } és la força que actua sobre el sòlid
El sentit del vector segueix la regla de la mà dreta. Si els dits de la mà dreta es tanquen en la direcció de gir produït pel parell el polze apunta en la direcció del vector.

### Cas de dues forces iguals i de sentit oposat
Un sistema de forces format per dues forces iguals en mòdul i direcció, i de sentit oposat que a més no actuïn sobre la mateixa línia d'acció tenen com a resultant una força zero i un parell no nul que es pot trobar prenent com a r és el radi vector entre els dos punts d'aplicació de les forces.
En general d'un sistema de forces amb resultant de força nul·la se'n diu un parell de forces.

### Palanques i parell
El concepte de parell prové de les investigacions sobre la palanca fetes per Arquimedes de Siracusa. La força aplicada (en perpendicular) sobre una palanca multiplicada per la distància al pivot és el moment de la palanca. Per exemple, si apliquem una força de 20 N a una palanca d'1,5 m tenim un parell de 30 N·m.

### Parell transmès per un arbre
En enginyeria mecànica un arbre és un eix que transmet parell. Per exemple l'arbre de sortida d'un motor o d'una transmissió.

### Moment flector
En resistència de materials moment flector o moment de flexió és el moment que produeix flexió en la secció d'una biga. Flexió

### Moment torsor
En resistència de materials moment torsor o moment de torsió és el moment que produeix torsió en la secció d'un perfil.

## Teorema del moment angular
Per a un sistema de massa constant el [teorema del moment angular] respecte un punt fix O estableix que la derivada temporal del vector moment angular en respecte a O, OK, és igual al parell resultant de les forces d'interacció externes que actuen sobre el sistema.
És a dir:
{\displaystyle \sum {\boldsymbol {\tau }}={\mathrm {d} \mathbf {OK}  \over \mathrm {d} t}\,\!}
on el parell angular és:
{\displaystyle \mathbf {OK} =\mathbf {I} {\omega }\,\!}
El producte del tensor moment d'inèrcia {\displaystyle \mathbf {I} } pel vector velocitat angular {\displaystyle \omega } del sistema.
En el cas en què el moment d'inèrcia romangui constant en el temps (p.e. en el cas d'un rotor en rotació sobre uns rodaments fixes):
{\displaystyle \sum {\boldsymbol {\tau }}=\mathbf {I} {\mathrm {d} \mathbf {\omega }  \over \mathrm {d} t}=\mathbf {I} {\alpha }\,\!}
on {\displaystyle \alpha } és l'acceleració angular, una quantitat que es mesura en radians dividit per segon al quadrat.
El teorema del moment angular és l'equivalent rotacional de la segona llei de Newton on el parell substitueix la força i el moment angular substitueix la quantitat de moviment.

## Parell, velocitat angular, treball mecànic i potència
Així com el producte escalar d'una força pel vector distància del seu desplaçament és un treball mecànic, el parell d'un eix multiplicat per l'angle girat és també un treball.
Tanmateix el producte del parell que actua sobre un eix per la seva velocitat angular és una potència.
Per exemple un arbre que transmeti un parell de 10 Nm a 300 rad/s transmet una potència de 3000 watts.
La potència és el treball per unitat de temps, donada per:
{\displaystyle P={\boldsymbol {\tau }}\cdot {\boldsymbol {\omega }},} on P es la potència, τ és el torc, ω és la velocitat angular, i {\displaystyle \cdot } representa el producte escalar.
Algebraicament, l'equació es pot reorganitzar per calcular el torc per a una velocitat angular donada i una sortida de potència. És important destacar que la potència injectada pel torc depèn només de la velocitat angular instantània, no de si la velocitat angular augmenta, disminueix o roman constant mentre s'aplica el torc (això és equivalent al cas lineal on la potència injectada per una força depèn només de la velocitat instantània, no de l'acceleració resultant, si n'hi hagués).
A la pràctica, aquesta relació es pot observar en les bicicletes: Les bicicletes estan compostes típicament per dues rodes de carretera, engranatges davanters i del darrere (anomenats pinyons) en engranatge amb una cadena de bicicleta cadena, i un mecanisme de desviador si el sistema de transmissió de la bicicleta, tots ells connectats al marc. Un ciclista, la persona que munta la bicicleta, proporciona la potència d'entrada girant els pedals, cosa que fa girar el plat davanter (comunament referit com a plat). La potència d'entrada proporcionada pel ciclista és igual al producte de la velocitat angular (és a dir, el nombre de revolucions del pedal per minut multiplicat per 2π) i el torc a l'eix del joc de bieles de la bicicleta. El tren de transmissió de la bicicleta transmet la potència d'entrada a la roda de carretera, que alhora transmet la potència rebuda a la carretera com la potència de sortida de la bicicleta. Depenent de la relació d'engranatges de la bicicleta, un parell (torc, velocitat angular) entrada es converteix en un parell (torc, velocitat angular)sortida. En utilitzar un pinyó del darrere més gran, o canviant a un pinyó més baix en bicicletes de múltiples velocitats, la velocitat angular de les rodes de carretera disminueix mentre que el torc augmenta, el producte del qual (és a dir, la potència) no canvia.
Per a les unitats del SI, la unitat de potència és el watt, la unitat de torque és el newton-metre i la unitat de velocitat angular és el radiant per segon (no rpm i no revolucions per segon).
La unitat newton-metre és dimensionalment equivalent al juliol, que és la unitat d'energia. En el cas del torc, la unitat s'assigna a un vector, mentre que per a l'energia, s'assigna a un escalar. Això significa que l'equivalència dimensional del newton-metre i el juliol es pot aplicar en el primer, però no en el segon cas. Aquest problema s'aborda en l'anàlisi orientacional, que tracta el radiant com una unitat basi en lloc de com una unitat adimensional.

## Unitats
El moment dinàmic s'expressa en unitats de força per unitats de distància. En el Sistema Internacional d'Unitats la unitat es denomina newton metre o newton-metre, indistintament. El seu símbol s'escriu com N m o N·m.
Si bé, dimensionalmente, N·m sembla equivaler al Joule, no s'utilitza aquesta unitat per a mesurar moments, ja que el Joule conceptualment és unitat de treball o energia, que són conceptualment diferents d'un moment de força. El moment de força és una magnitud vectorial, mentre que l'energia és una magnitud escalar.
No obstant això, l'equivalència dimensional de totes dues magnituds no és una coincidència. Un moment d'1 N•m aplicat al llarg d'una revolució completa ({\displaystyle \scriptstyle 2\pi } radianes) fa un treball igual a {\displaystyle \scriptstyle 2\pi \,} Joules, ja que {\displaystyle \scriptstyle W=M\,\theta }, on {\displaystyle \scriptstyle W} és el treball, {\displaystyle \scriptstyle M} és el moment i {\displaystyle \scriptstyle \theta } és l'angle girat (en radiants). Això motiva el nom de “Joule per radiant” "J/rad" per a la unitat de moment, que també és utilitzat oficialment pel SI.

## Càlcul de moments en el pla

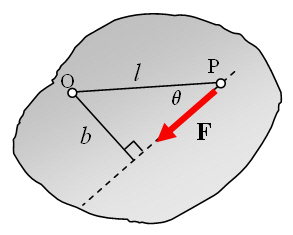
Moment és igual a força pel seu braç.

Quan es consideren problemes mecànics bidimensionals, en els quals totes les forces i altres magnituds vectorials són coplanàries, el càlcul de moments se simplifica notablement. Això es deu al fet que els moments serien perpendiculars al pla de coplanarietat i, per tant, sumar moments es reduiria a sumar tan sols els seus components perpendiculars al pla, que són magnituds escalars.
Si es considera una força aplicada en un punt P del pla de treball i un altre punt O sobre el mateix pla, el mòdul del moment en O ve donat per:

{\displaystyle M=Fl\sin \theta =Fb\,}

sent {\displaystyle \textstyle F\,} el mòdul de la força, {\displaystyle b\,} el braç de moment, és a dir, la distància a la qual es troba el punt O (en el qual prenem moment) de la recta d'aplicació de la força, i {\displaystyle \theta \,} el complementari de l'angle que formen els dos vectors.
La direcció d'un moment és paral·lela a l'eix de moment, el qual és perpendicular al pla que conté la força F, i pel seu braç de moment d. Per a establir el sentit s'utilitza la regla de la mà dreta.

## Principi dels moments
El principi dels moments, també conegut com el teorema de Varignon (que no ha de confondre's amb el teorema geomètric del mateix nom) estableix que els parells resultants deguts a diverses forces aplicat aproximadament a un punt és igual a la suma dels parells contribuents:
{\displaystyle \tau =\mathbf {r} _{1}\times \mathbf {F} _{1}+\mathbf {r} _{2}\times \mathbf {F} _{2}+\ldots +\mathbf {r} _{N}\times \mathbf {F} _{N}.}
D'això es dedueix que els moments de torsió resultants de dues forces que actuen al voltant d'un pivot sobre un objecte estan equilibrats quan
{\displaystyle \mathbf {r} _{1}\times \mathbf {F} _{1}+\mathbf {r} _{2}\times \mathbf {F} _{2}=\mathbf {0} .}

## Multiplicador de parell
El parell es pot multiplicar a través de tres mètodes: situant el fulcre de manera que augmenti la longitud d'una palanca; usant una palanca més llarga; o per l'ús d'un engranatge reductor de velocitat o caixa del canvi. Aquest mecanisme multiplica el parell, ja que es redueix la velocitat de rotació.